# Mihail Bradu
Mihail Bradu (ur. 21 listopada 1995) – mołdawski zapaśnik walczący w stylu klasycznym. Zajął piąte miejsce na mistrzostwach świata w 2023.
Piąty na mistrzostwach Europy w 2017, 2022 i 2023. Piąty w indywidualnym Pucharze Świata w 2020.  
Drugi na ME juniorów w 2014 roku. 